# Antipapa Pascoal I
Pascoal foi um antipapa entre 687 e 692. Homem de grande inteligência e formidável oratória, conseguiu desencaminhar muitos fiéis que o apoiaram na esperança de conquistar com sua elevação, grande influência junto da Igreja. Pascoal rivalizou com Teodoro a obtenção do papado após a morte do pontífice Cónon em 21 de setembro de 687, e, portanto, é considerado um antipapa da Católica Romana Igreja.
Antes de disputar a eleição, Pascal era um arcediago. De acordo com o Liber Pontificalis os partidários de Pascoal e do arcipreste Teodoro se posicionaram em partes distintas do Palácio do Latrão, e como nenhuma das duas facções estavam dispostas a ceder para a outra eles foram trancados em um combate para o controle de toda a basílica. Enquanto isso, representantes da guarnição, a maioria do clero e os cidadãos reuniram-se no palácio imperial e, finalmente, elegeram Sérgio I, um padre da igreja de Santa Susana como sucessor de Conon. Resolvida a sucessão em torno de Sérgio, eles o trouxeram para o Latrão e forçando o acesso, o levaram caminho adentro. 
Apesar de parecer a aderir aos partidários do Papa Sérgio, Pascoal enviou mensageiros ao exarca de Ravenna João II Platino (687-702) prometendo ouro em troca do apoio militar. O exarca chegou, exigiu o ouro, suas tropas saquearam a velha Basílica de São Pedro, mas partiram após a consagração de Sérgio I, em 15 de dezembro de 687. Pascal acabou confinado a um mosteiro sob a acusação de bruxaria. 